# Bătălia de la Courtrai
Bătălia de la Courtrai (în neerlandeză Guldensporenslag, în franceză Bataille des éperons d'or), adesea numită Bătălia pintenilor de aur, a avut loc pe 11 iulie 1302, năvalnicul și pătimașul rege al Franței, Filip al IV-lea (1285-1314), din dinastia Capețienilor, năvăli în bogata provincie vecină, Flandra, împreună cu toată floarea cea vestită a nobilimii franceze, dar și cu Armata Regală care includea: cavaleria feudalǎ, arbaleți lombarzi și aruncători de sǎgeți spanioli. Pe când străvechiul oraș de garnizoană includea: numai 10 cavaleri (comandanții și anturajul lor), iar restul numai infanterie (arcași, arbaleți și soldați infanteriști). Întǎritul Courtrai, străjuia, prin milițiile sale cu ochii în patru, intrarea în fostul teritoriu al belgilor. Mândrii nobili franci, înaintau într-un creuzet care, le va fi fatal în cele din urmă, când, confruntarea izbucni fără milă, în lănci și săbii, în sunete încrâncenate și lugubre, ce se desprind parcă ca un ecou fără fundal de pe o icoană a Sfântului Gheorghe, dintr-o biserică uitată...pe acord de orgă. Cetățenii din Courtrai învinseră și, pentru a-și celebra victoria, expuseră pintenile nobililor francezi, spre aducere aminte, în toate catedralele din comercialul oraș învecinat Brugge.